# Constance de la forme
La constance de la forme (ou constance perceptuelle) est une caractéristique du sens de la vision liée, comme d'autres fonctions visuo-cognitives, à la discrimination visuelle d'un objet. Elle consiste en la reconnaissance des formes et des objets, malgré les variances environnementales, la position, la grandeur ou la différence d’orientation . 
L’image peut donc être plus petite, plus longue, renversée, retournée ou cachée et être tout de même reconnue. La constance de la forme permet également de présumer de la grosseur d’un objet dans des circonstances différentes. Par exemple, un objet situé à distance  paraît plus petit qu’un objet situé à proximité, mais sont en réalité la même taille.

## Cognition
La perception de l’objet est donc davantage en lien avec l’image qui a été mémorisée, plutôt que la vision elle-même de l’objet . Elle s’acquiert durant l’enfance en saisissant les objets et en les observant sous différents angles ou éclairages. Un enfant d’âge scolaire est normalement capable de reconnaître, par exemple, la lettre « A » dans plusieurs styles ou orientations :
Les pathologies liées à la constance de la forme entrainent une incapacité à organiser et classifier les expériences perceptuelles, ce qui implique un impact sur les tâches cognitives. 
Il peut donc résulter une difficulté à transiter de l’écriture script à l’écriture cursive, à recopier l’écriture d’une autre personne, à reconnaître des erreurs dans sa propre écriture et un renversement des lettres/chiffres chez un enfant présentant des difficultés pour cette composante de la discrimination visuelle. 